# Laura Unsworth
Laura Unsworth, född den 8 mars 1988 i Sutton Coldfield i Storbritannien, är en brittisk landhockeyspelare.

## Karriär
Laura Unsworth tog OS-brons i damernas landhockeyturnering i samband med de olympiska landhockeytävlingarna 2012 i London. Vid den olympiska landhockeyturneringen 2016 i Rio de Janeiro vann hon guld efter att ha vunnit finalen på straffar mot Nederländerna.
Vid olympiska sommarspelen 2020 i Tokyo var Unsworth en del av Storbritanniens lag som tog brons i landhockey.